# Stewart Udall
Stewart Lee Udall, född 31 januari 1920 i St. Johns, Arizona, död 20 mars 2010 i Santa Fe, New Mexico, var en amerikansk demokratisk politiker. Han representerade delstaten Arizonas andra distrikt i USA:s representanthus 1955–1961 och tjänstgjorde som USA:s inrikesminister 1961–1969 under presidenterna John F. Kennedy och Lyndon B. Johnson. Han var bror till Mo Udall och far till Tom Udall.
Udall deltog i andra världskriget i US Army Air Forces efter att ha varit missionär för Jesu Kristi Kyrka av Sista Dagars Heliga i Pennsylvania och i New York. Han avlade 1948 juristexamen vid University of Arizona och praktiserade som advokat tillsammans med brodern Mo Udall i Tucson.
Udall blev invald i representanthuset i kongressvalet 1954 och lobbade starkt att få även övriga demokrater i Arizona bakom John F. Kennedys kampanj i presidentvalet i USA 1960. Kennedy utnämnde honom sedan 1961 till inrikesminister. Udall profilerade sig som miljöpolitiker och åstadkom nya nationalparker och flera andra naturskyddsområden under sin åtta år långa ämbetsperiod som minister. Efter sin politiska karriär var han verksam som gästande professor i miljöhumanism vid Yale University.
Amerikanska Jungfruöarnas östligaste punkt, Point Udall, har fått sitt namn efter Stewart Udall. Där finns Millennium Monument som hedrar USA:s första soluppgång i det nya millenniet.